# Edmund Holtz
Edmund Paweł Filip Holtz (ur. 18 stycznia?/30 stycznia 1855 w Warszawie, zm. 28 grudnia 1917 w Łodzi) – pastor luterański, historyk kościoła luterańskiego.

## Życiorys
Ukończył gimnazjum w Dorpacie, a następnie teologię na Uniwersytecie Dorpackim (1873–1880). Należał do Konwentu Polonia od 1873, zostawszy filistrem w 1878. Był także członkiem korporacji akademickiej Estonia oraz członkiem „Theologische Verein” (od 1878). W latach 1876–1878 pracował jako nauczyciel w Piep i w Rewlu. W 1880 ordynowany na duchownego lutrerańskiego. W latach 1880–1882 był wikariuszem i kapelanem wojskowym w Warszawie, w latach 1882–1883 pastorem w Warszawie. W latach 1883–1889 był pastorem w Chodczu, a w latach 1889–1908 w Aleksandrowie Łódzkim oraz w międzyczasie (w 1897) wikariuszem w Piotrkowie Trybunalskim. Był współzałożycielem Domu Miłosierdzia w Łodzi w 1908 oraz jego pierwszym rektorem (1908–1917), a także zarządcą szpitala ewangelickiego działającego przy Domu Miłosierdzia.

### Życie prywatne
Pochodził z rodziny żydowskiej. Był synem Edwarda Holtza – cenzora i nauczyciela gimnazjum oraz Marii z domu Wagner. Jego żoną była baronówna Małgorzata von Maltzahn (zm. 1927), z którą miał pięcioro dzieci: Ernesta, Gerharda, Zygfryda, Irenę i Alicję. Został pochowany na cmentarzu Doły w Łodzi.

## Publikacje
Był autorem mów pogrzebowych, polskich i niemieckich, współautorem Agendy kantorskiej (1885), ponadto publikował prace z historii Kościoła w Królestwie Polskim, w tym m.in.:
- 100 Jahre göttlicher Gnade und Treue an der evangelisch-lutherische Parochie Aleksandrow (100 lat parafii ewangelicko-augsburskiej w Aleksandrowie), Łódź 1900;
- Bischof Woldemar von Everth, Gen-Superintendent des Warschauer evang.-augsb. Konsistorialbezirks (Biskup Woldemar von Everth superintendent Konsystorza ewangelicko-augsburskiego w Warszawie), Ryga 1895;
- Der Krieg und die evangelisch-lutherische Kirche in Polen (Wojna i Kościół ewangelicko-augsburski w Polsce), Łódź 1916.